# Isaac Ikhouria
Isaac Ikhouria (ur. 9 października 1947) – nigeryjski bokser, brązowy medalista olimpijski z Monachium.

## Kariera amatorska
W 1972 roku startował w wadze półciężkiej na igrzyskach olimpijskich w Monachium. Nigeryjczyk sięgnął po brązowy medal – doszedł do półfinału, gdzie pokonał go Gilberto Carrillo.
W 1973 roku zdobył złoty medal w wadze półciężkiej na Igrzyskach Afrykańskich w Lagos. Ikhouria w finale pokonał Kenijczyka Matthiasa Oumę.
W 1974 roku zdobył brązowy medal na igrzyskach Brytyjskiej Wspólnoty Narodów. W półfinale pokonał go reprezentant gospodarzy, William Byrne.